# Кудрявцев, Владимир Николаевич
Влади́мир Никола́евич Кудря́вцев (10 апреля 1923, Москва — 5 октября 2007, Москва) — советский и российский учёный-правовед, специалист в области криминологии и уголовного права, академик АН СССР (1984) и РАН (1991), её вице-президент (1988—2001). Иностранный член НАН Беларуси (2000), доктор юридических наук, профессор, заслуженный деятель науки РСФСР (1973).

## Биография
Родился в семье учителей Николая Георгиевича и Марии Алексеевны Кудрявцевых. В июне 1941 года окончил среднюю школу. С началом Великой Отечественной войны был эвакуирован вместе с матерью в г. Ташкент.
Находясь в эвакуации в Ташкенте, в октябре 1941 поступил в Среднеазиатский индустриальный институт на энергетическое отделение. В декабре был призван в армию, направлен на учёбу в Ташкентское высшее общевойсковое командное училище имени В. И. Ленина.
В 1942 году окончил его в звании лейтенанта и был направлен в 182-й горно-стрелковый полк Туркменской 68-й горно-стрелковой Краснознамённой дивизии (дислоцировалась на территории Ирана). В армии занимал должности командира пулемётного взвода, комсорга полка, помощника начальника штаба и командира миномётной роты.
В 1942 году избран народным заседателем военного трибунала, исполнял также обязанности военного дознавателя. В Тегеране, где находился полк, следователя не было, поэтому ему приходилось расследовать уголовные дела.
Заметив его склонность к юриспруденции и оценив следственные качества, военная прокуратура рекомендовала Кудрявцева в качестве слушателя Военно-юридической академии.
В 1944—1949 годах обучался в Военно-юридической академии, которую окончил с золотой медалью и был оставлен в адъюнктуре по кафедре уголовного права. В 1952 году успешно завершил обучение в адъюнктуре, защитив кандидатскую диссертацию: «Причинная связь в уголовном праве».
После защиты работал преподавателем, затем старшим преподавателем, заместителем начальника научно-исследовательского отдела и учёным секретарём Военно-юридической академии. В декабре 1954 года утверждён в звании доцента по кафедре уголовного права.
В связи с ликвидацией ВЮА (1956) переведён на юридический факультет Военно-политической академии им. В. И. Ленина, где занимал должность старшего преподавателя кафедры уголовного и судебного права.
В 1960 году получил предложение перейти на работу в Верховный Суд СССР. К этому времени он был сложившимся учёным, опубликовавшим несколько монографий и ряд статей. Кудрявцев писал; «Считая, что для каждого научного работника необходим опыт практической работы (а я его по существу не имел), я согласился с этим предложением и был назначен заместителем начальника организационно-инспекторского отдела Военной коллегии, а в августе 1962 г. — начальником отдела». Работая в Верховном Суде, он не оставлял и научную деятельность, писал учебные пособия, главы в учебниках по уголовному праву.
В июне 1963 года защитил докторскую диссертацию по теме «Теоретические основы квалификации преступлений» (издана тогда же). В том же году направлен на работу в Прокуратуру СССР в качестве заместителя директора во Всесоюзный институт по изучению причин и разработке мер предупреждения преступности при Прокуратуре СССР.
В июне 1965 года утверждён в звании профессора по специальности «уголовное право». В августе 1969 года возглавил институт. В 1973 году стал директором Института государства и права АН СССР, эту должность занимал 16 лет, с 1990 года — почётный директор института.
26 ноября 1974 года избран членом-корреспондентом АН СССР, 26 декабря 1984 — действительным членом; в 1988—1989 и 1991—1992 гг. академик-секретарь Отделения философии и права. С 20 октября 1988 года — вице-президент АН СССР, затем — Российской академии наук (до сентября 2001). Являлся вице-президентом Ассоциации российских юристов, вице-президентом Международного общества социальной защиты.
Член Антисионистского комитета советской общественности. В 1982 году принимал участие в работе Международной комиссии по расследованию преступлений Израиля против ливанского и палестинского народов — международной негосударственной следственной комиссии, созданной с целью привлечь внимание международной общественности к событиям Ливанской войны и дать юридическую оценку действиям Израиля в Ливане.
В 1989—1992 годах — народный депутат СССР. В 1990 году в комиссии, занимавшейся подготовкой нового Союзного договора, возглавил группу научного обеспечения; руководил также группой, готовившей материалы к проекту новой Конституции СССР и Закона СССР «Об изменениях и дополнениях Конституции (Основного Закона) СССР в связи с совершенствованием системы государственного управления» (опубликован 27 декабря 1990 г.). Считал, что изменения в Конституции СССР «вызваны необходимостью усилить исполнительную ветвь государственной власти». Редакционная комиссия сумела более или менее успешно решить многие вопросы.
Вёл большую общественную работу, избирался вице-президентом Ассоциации советских юристов и Международной ассоциации юристов-демократов, с 1991 г. был избран президентом Российского общества солидарности и сотрудничества народов Азии и Африки.
С 1997 года — член Совета при Президенте Российской Федерации по вопросам совершенствования правосудия.
Умер 5 октября 2007 года. Похоронен в Москве на Троекуровском кладбище.

## Служба в Вооружённых Силах
Призван в декабре 1941 г. Куйбышевским РВК города Ташкента.
Присвоение воинских званий:
- Лейтенант (Приказ ком. войсками САВО № 01217 от 20.7.1942);
- Старший лейтенант (Приказ нач. Гл. ПУРККА № 0382 от 9.3.1946);
- Капитан юстиции (Приказ нач. Гл. ПУ ВС № 0732 от 20.10.1949);
- Майор юстиции (Приказ нач. Гл. ПУСа № 077 от 19.2.1953);
- Подполковник юстиции (Приказ нач. Гл. ПУМО № 0133 от 8.3.1957);
- Полковник юстиции (Приказ министра обороны СССР № 0916 от 29.5.1962).

Прохождение военной службы в Советской Армии:
- Курсант Ташкентского военного училища им. Ленина (Справка об окончании САВО № 01217 от 27.12.1941).
- Командир миномётного взвода 182-го горно-стрелкового полка 68-й Краснознамённой горно-стрелковой Туркест. дивизии Среднеазиатский ВО (Приказ ком. войсками САВО № 01217 от 20.7.1942).
- Слушатель ВЮА (Приказ нач. ВЮА № 163 от 30.8.1944).
- Адъюнкт ВЮА (Приказ нач. Гл. ПУ ВС № 0243 от 22.4.1949).
- И. о. преподавателя кафедры уголовного права ВЮА (Приказ нач. ВЮА № 150 от 12.3.1952).
- Преподаватель кафедры уголовного права ВЮА (Приказ нач. Гл. ПУСА № 0250 от 26.6.1952).
- Заместитель начальника НИО он же секретарь учёный секретарь учёного совета ВЮА (Приказ нач. Гл. ПУСА № 0465 от 19.11.1952).
- Старший преподаватель кафедры уголовного права он же учёный секретарь совета ВЮА (Приказ нач. ГУК МО СССР № 01507 от 2.12.1955).
- Преподаватель кафедры уголовного права ВПА им. Ленина (Приказ нач. Гл. ПУМО СССР № 0714 от 7.9.1956).
- И.д. старшего преподавателя уголовного права ВПА им. Ленина (Приказ нач. ВПА № 978 от 30.9.1957).
- Старший преподаватель кафедры уголовного права ВПА им. Ленина (Приказ нач. Гл. ПУСА № 62 от 26.10.1957).
- Старший преподаватель уголовного и судебного права ВПА им. Ленина (Приказ нач. Гл. ПУ № 270 от 24.12.1957).
- В распоряжении Военной коллегии ВС СССР (Приказ нач. Гл. ПУ № 0495 от 30.8.1960).
- Зам. Начальника оргинспекторского отдела Военной коллегии Верховного суда СССР (Приказ председателя Военной коллегии Верховного суда СССР № 250 от 24.10.1960).
- Нач. оргинспекторского отдела Военной коллегии ВС СССР (Приказ председателя Военной коллегии Верховного суда СССР № 25 от 14.5.1962).
- В распоряжении ВК ВС СССР (Приказ председателя Военной коллегии Верховного суда СССР № 31 от 23.8.1963).
- Прикомандирован к Прокуратуре СССР с оставлением в кадрах СА (Приказ министра обороны СССР № 01401 от 30.8.1963).

Приказом министра обороны СССР № 01160 от 28.11.1973 уволен в запас по ст. 59. п. «а». Прослужил в Вооружённых Силах СССР 32 года.

## Научная деятельность
В 1984 г. вместе с И. И. Карпецом, А. М. Яковлевым, Н. Ф. Кузнецовой и А. Б. Сахаровым удостоен Государственной премии СССР за цикл трудов «Разработка теоретических основ советской криминологии» (опубликованы в 1961—1982 гг.). Новаторские исследования Кудрявцева и др. лауреатов заложили основы советской криминологии, стали ориентиром для российских и зарубежных учёных. При непосредственном участии лауреатов создавались первые советские учебники криминологии, коллективные монографии: «Личность преступника» (1976), «Теоретические основы предупреждения преступности» (1977) и др. Особое значение для криминологии как науки имели исследования Кудрявцева «Причинность в криминологии» (1968), «Причины правонарушений» (1976), «Правовое поведение: норма и патология» (1982) и др. Он автор многих научных работ в области криминологии, уголовного права, теории и социологии права. Индекс Хирша — 46.

## Награды
- Орден Ленина
- Орден Октябрьской Революции
- Орден «Знак Почёта» (дважды)
- «За заслуги перед Отечеством» III степени — за большой вклад в развитие отечественной науки, подготовку высококвалифицированных кадров и в связи с 275-летием Российской академии наук[6]
- Медали
- Благодарность Президента Российской Федерации (11 апреля 2003 года) — за большой вклад в развитие юридической науки и многолетнюю плодотворную деятельность[7]

Присвоено почётное звание Заслуженного деятеля науки РСФСР.
Лауреат Государственной премии СССР (1984, за цикл работ «Разработка теоретических основ советской криминологии») и премии имени М. М. Ковалевского РАН (2001, за серию работ по социологии конфликтов).
Лауреат Высшей юридической премии «Фемида» и премии «Триумф» в области науки. Стал первым российским юристом, удостоившимся Демидовской премии за все 170 лет её истории.

## Основные работы
- Объективная сторона преступления. — М.: Госюриздат, 1960. — 244 с. — 7 000 экз.
- Теоретические основы квалификации преступлений. — М.: Госюриздат, 1963. — 324 с. — 7 000 экз.
- Причинность в криминологии : (О структуре индивидуального преступного поведения). — М.: Юридическая литература, 1968. — 175 с. — 17 000 экз. (Переизд.: М.: Проспект, 2007. — 173, [3] с. — ISBN 978-5-482-01516-2.)
- Общая теория квалификации преступлений. — М.: Юридическая литература, 1972. — 352 с. (2-е изд., перераб. и доп. М.: Юрист, 1999. — 302 с. — ISBN 5-7975-0170-8.; допечатки тиража до 2007)
- Причины правонарушений. — М.: Наука, 1976. — 286 с. — 14 300 экз.
- Право и поведение. — М.: Юридическая литература, 1978. — 191 с. — 12 000 экз.
- Правовое поведение: Норма и патология. — М.: Наука, 1982. — 287 с. — 6 000 экз.
- Социальные отклонения: Введение в общую теорию. — М.: Юридическая литература, 1984. — 320 с. (В соавт. с В. С. Нерсесянцем и Ю. В. Кудрявцевым
- Закон, поступок, ответственность. — М.: Наука, 1986. — 448 с., [1] л. портр. — (Наука. Мировоззрение. Жизнь).
- Принципы советского уголовного права. — М.: Наука, 1988. — 173, [2] с. — 8 800 экз. — ISBN 5-02-012802-3. (В соавт. с С. Г. Келиной)
- Генетика, поведение, ответственность: о природе антиобщественных поступков и путях их предупреждения. 2-е изд. М., 1989 (в соавт. с Н. П. Дубининым и И. И. Карпецом);
- Какое государство мы строим. — М.: Политиздат, 1991. — 96 с. — 25 000 экз. — ISBN 5-250-01767-3.
- Социальные деформации: (Причины, механизмы и пути преодоления). — М.: ИГПАН, 1992. — 133 с. — 1 500 экз.
- Современная социология права: Учебник для юридических факультетов и институтов. — М.: Юрист, 1995. — 303 с. — 10 000 экз. — ISBN 5-7357-0092-8. (В соавт. с В. П. Казимирчуком)
- Популярная криминология. — М.: Спарк, 1998. — 164 с. — 3 000 экз. — ISBN 5-88914-108-2.
- Генезис преступления. — М.: Форум-инфра, 1998. — 216 с. — 6 000 экз.
- Политическая юстиция в СССР. — М.: Наука, 2000. — 364, [1] с. — ISBN 5-02-013052-4. (В соавторстве с А. И. Трусовым) (2-е изд., испр. и доп.: СПб.: Юридический центр Пресс, 2002. — 383 с., [1] л. портр. — ISBN 5-94201-055-2.)
- Избранные труды по социальным наукам: В 3 т. — М.: Наука, 2002. — 300 экз. — ISBN 5-02-006168-9.

Т. 1: Общая теория права. Уголовное право. — 566, [1] с., [1] л. ил. — ISBN 5-02-006169-7.
Т. 2: Криминология. Социология. Конфликтология. — 282, [1] с. — ISBN 5-02-006170-0.
Т. 3: Политология. Идеология. Этика. — 425, [1] с. — ISBN 5-02-006171-9.
- Преступность и нравы переходного общества. — М.: Гардарики, 2002. — 237, [1] с. — 3 000 экз. — ISBN 5-8297-0105-7.
- Стратегии борьбы с преступностью. — М.: Юрист, 2003. — 349 с. — 3 000 экз. —ISBN 5-7975-0639-4. (2-е изд., перераб. и доп.: М.: Наука, 2005. — 365, [1] с. — ISBN 5-02-033605-X.)
- Личность преступника. — СПб.: Юридический центр Пресс, 2004. — 364 с. — ISBN 5-94201-324-1. (В соавторстве с Ю. М. Антоняном и В. Е. Эминовым)
- Лекции по криминологии. — М.: Юрист, 2005. — 188 с. — ISBN 5-7975-0736-6.
- Вчера и сегодня: рассказы. — М.: Наука-Пресс, 2006. — 347, [1] с. — ISBN 5-02-034348-X.
- Причины преступности в России: криминологический анализ. — М.: Норма, 2006. — 110, [1] с. ISBN 5-89123-968-X. (В соавторстве с В. Е. Эминовым)
- Свобода слова. — М.: Наука, 2006. — 199, [1] с. —ISBN 5-02-035362-0.
- Борьба мотивов в преступном поведении. — М.: Норма, 2007. — 126, [1] с. — ISBN 978-5-468-00073-1.
- Равноправие и равенство. — М. : Наука, 2007. — ISBN 978-5-02-035956-7, ISBN 5-02-035956-4.